# Барановська Зоя Владиславівна
Зоя Владиславівна Барановська (нар. 6 грудня 1984) — українська актриса театру і кіно.

## Походження та навчання
Зоя Барановська народилась у 1984 році.
У 2005 році вона закінчила Київський національний університет театру, кіно і телебачення імені Івана Карпенка-Карого.

## Творчість
Зоя Барановська працювала в театрах «Ательє 16» та «Вільному театрі».

### Ролі в кіно
- 2020 — «Зречення»
- 2019 — Таємниці — Ганна
- 2018 — На гойдалці долі — Надія
- 2018 — Вір мені — Віра
- 2018 — Зрадник
- 2017 — Що робить твоя дружина? — Тоня, коханка Ішимова
- 2017 — Щастя за договором — Оксана, няня
- 2017 — Протистояння — Тетяна, завідувачка аптекою
- 2017 — Підкидьки-2 — Надя
- 2017 — Невиправні — Ольга Лемешева
- 2013 — Полонянка — Варвара
- 2013 — Нюхач — Катя
- 2013 — Жіночий лікар-2 — Варвара Юдіна (у 20-й серії «Повернення»)
- 2012 — Щасливий квиток — Алла
- 2012 — Порох і дріб — Ірина, дочка Ігоря і Клавдії Можаєвих у фільсі № 12 «Снайпер»
- 2011 — Я тебе ніколи не забуду — Ольга, дружина Микити
- 2011 — Добридень Мамо! — Вікуся, молодша дочка Ганни
- 2011 — Дід — співробітниця Ганни
- 2011 — Весна в грудні — Поліна, секретарка Ольги
- 2010 — Віра Надія Любов епізод
- 2009 — Повернення Мухтара-5 (в 11-й серії «Помста десантника» — Альона; в 37-й серії «Спадкоємиця мимоволі» — Ася)
- 2008 — Лісовик-2 — Ніна
- 2008 — Абонент тимчасово недоступний — медсестра Катя
- 2007 — Секунда до.. епізод
- 2007 — Повернення Мухтара-4 — подруга Наташі  (в 45-й серії «Знайти спадкоємця»)
- 2006 — Повернення Мухтара-3 — Маша, медсестра (у 29-й серії «Вазочка з амуром»)
- 2005 — Навіжена — медсестра
- 2005 — Повернення Мухтара-2 — Зоя, фармацевтка в аптеці (у 19-й серії «Кіно і німці»)